# Vickers VC-10
O Vickers VC-10 foi um jato comercial britânico, narrow-body, com dois pares de motores Rolls-Royce Conway, equipados em sua cauda em ''T''.
Desenvolvido em 1962 pela Vickers-Armstrongs para operar em rotas de longas distâncias, com capacidade de operar em pistas curtas e quentes dos aeroportos africanos. No entanto, acabou se mostrando um grande fracasso comercial, tendo um pequeno número de unidades construídas, em comparação com seus concorrentes B707 e Douglas DC-8, que consumiam menos combustível.
Embora não tenha tido grande sucesso econômico, sua operação continuou até 2013 como reabastecedor aéreo na RAF, ou seja, operou por praticamente cinquenta anos. Apesar do fraco sucesso econômico, grande parte das pessoas o consideraram um avião elegante, com bonitas curvas e muito especial, já que somente ele, e o IIyushin II-62, possuem esta configurações de quatro motores na cauda.
O VC-10 é considerado uma aeronave com alta emissão de ruído para os padrões atuais, mas naquela época era considerado pelos passageiros, silencioso e confortável. Isso foi algo que o operador original, a BOAC, fez questão de destacar, o descrevendo como "triunfante, sereno e silencioso", slogan usado pela BOAC para fazer propaganda dessa aeronave.
O VC-10 é o segundo avião comercial turbofan mais rápido da historia, tendo realizado a travessia transatlântica em apenas 5 horas e 1 minuto. Ele só é mais lento que o Concorde, que já é de uma categoria supersónica.

## Variantes
Comerciais uso em linhas aéreas
- Vickers V.C.10 Tipo 1100: Protótipo um construído (um convertido para Tipo 1109).
- BAC VC10 Tipo 1101: 35 encomendados somente 12 construídos para a BOAC Standards.
- BAC Standard VC10 Tipo 1102: 3 construídos para a Ghana Airways.
- BAC Standard VC10 Tipo 1103: 2 construídos para a BUA Standards.
- BAC Standard VC10 Tipo 1104: 2 encomendados pela Nigéria Airways nenhum construído.
- BAC Standard VC10 Tipo 1109: Convertido do Tipo 1100 para a Laker Airways.
- BAC Super VC10 Tipo 1150: Genérico Super VC10.
- BAC Super VC10 Tipo 1151: 22 encomendados e 17 construídos para BOAC Supers.
- BAC Super VC10 Tipo 1152: 13 encomendados pela BOAC Supers nenhum construído.
- BAC Super VC10 Tipo 1154: 5 construídos para a East African Airways.

Uso militar (RAF)
- VC10 C1: designação da RAF para o VC10 Tipo 1106, 14 construídos, 13 convertidos em VC10 C1K.
- VC10 C1K: designação da RAF para 13 VC10 Tipo 1180 para aeronave de transporte/tanque convertido do VC10 C1.
- VC10 K2: designação da RAF para 5 VC10 Tipo 1112 para reabastecimento em voo convertidos do Tipo 1101.
- VC10 K3: designação da RAF para 4 VC10 Tipo 1164 para reabastecimento em voo convertidos do Tipo 1154.
- VC10 K4: designação da RAF para 5 VC10 Tipo 1170 para reabastecimento em voo convertidos do Tipo 1151.

## Ver também

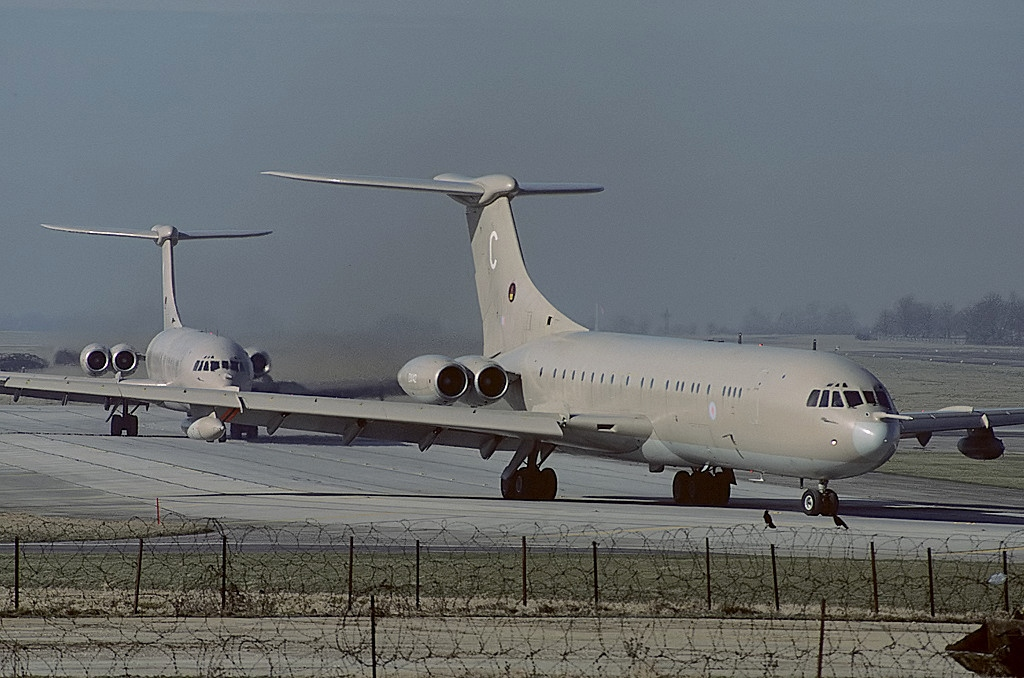
Dois Vickers VC-10 da RAF

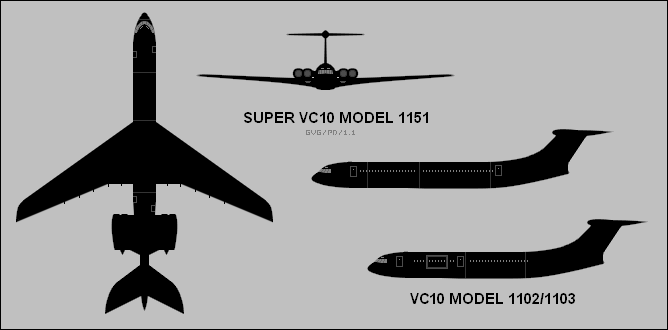
Silueta do Vickers VC-10